# مونتانیاراله
مونتانیاراله (به ایتالیایی: Montagnareale) یک کومونه در ایتالیا است که در استان مسینا واقع شده‌است. مونتانیاراله ۱۶٫۲ کیلومترمربع مساحت و ۱٬۷۹۴ نفر جمعیت دارد.